# Amleto De Angelis
Dom Amleto De Angelis MSC (Artena, 7 de janeiro de 1919 — 25 de fevereiro de 1967) foi sacerdote católico missionário italiano. No Brasil, foi eleito para ser o primeiro bispo da Diocese de Viana, no Maranhão.
Filho de Amerigo De Angelis e Angelina Trombeta. Em 18 de julho de 1943, foi ordenado presbítero dos Missionários do Sagrado Coração.
Em 30 de maio de 1963, encontrando-se no Brasil, foi nomeado bispo da recém-criada Diocese de Viana, desmembrada da Arquidiocese de São Luís. Foi o último bispo designado pelo papa João XXIII, que faleceu poucos dias depois.
Sua ordenação episcopal ocorreu em Fortaleza, Ceará, em 14 de julho seguinte. O sagrante foi D. José Delgado, arcebispo daquela cidade, assistido por D. Alfonso Ungarelli, prelado de Pinheiro, e D. Antônio Fragoso, bispo-auxiliar de São Luís.
D. Amleto participou notavelmente do Concílio Vaticano II, que durou de 1963 a 1965. Seu episcopado, no entanto, foi abreviado por sua morte prematura, com apenas 48 anos. o monsenhor Mário Cuomo assumiu a administração do bispado até a escolha do novo bispo, a qual só ocorreu dois anos depois.